# Олимпийский рекорд
Олимпийский рекорд — лучший результат, показанный спортсменами или командами на летних и зимних Олимпийских играх в каком-либо из восьми видов спорта. Если на Олимпийских играх спортсмен показывает результат выше мирового рекорда, то этот результат считается одновременно олимпийским и мировым рекордом. Рекорд является важным достижением любого спортсмена, так как Олимпийские игры проходят раз в четыре года.
Международный олимпийский комитет признаёт рекорды в следующих видах спорта:
- Стрельба из лука
- Лёгкая атлетика
- Велоспорт
- Стрельба
- Шорт-трек
- Конькобежный спорт
- Плавание
- Тяжёлая атлетика